# Північна Каталонія

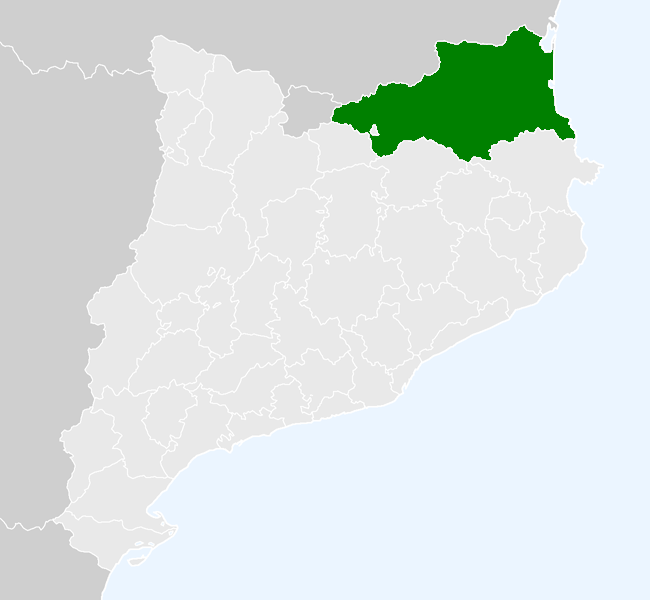
Розташування Північної Каталонії щодо автономної спільноти Каталонія (виділено світло-сірим)

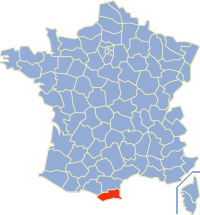
Розташування французького департаменту Східні Піренеї

Розташування Північної Каталонії щодо каталаномовних країн (виділені сірим)

42°38′00″ пн. ш. 2°40′00″ сх. д. / 42.63333333° пн. ш. 2.66666667° сх. д.
Північна Каталонія (кат. Catalunya del Nord або Catalunya Nord, фр. Catalogne Nord) — термін, введений у 1930-х каталонським націоналістом Альфонсом Міасом. Цей термін зазвичай використовується в Каталонії та деякими французькими прихильниками каталонізму для позначення території, яку Іспанія поступилася Франції у 1659, відповідно до умов Піренейського миру. Територія, позначена цим терміном, відповідає більшій частині сучасного французького департаменту Східні Піренеї та історично включала 5 кумарок (районів) Каталонії: Альта-Серданья, Валеспір, Капсір, Конфлан і Руссільйон.
Назва «Північна Каталонія» використовується у Франції менше, ніж «Руссільйон». Перший термін систематично використовується каталонськими націоналістами, які використовують його як підтвердження зв'язку території з іспанською Каталонією. Щодо цього регіону також використовуються терміни «Каталонські землі», «Французька Каталонія» або «Каталонські Піренеї».
Офіційне визнання назви «Північна Каталонія» відбулося на сесії Генерального совета Восточных Пиренеев 10 грудня 2007, де було схвалено «Лист на користь каталонської мови», в преамбулі якої говориться: «Каталанська мова народилася більше тисячі років тому, є однією з стовпів нашої ідентичності, спадщини та багатства департаменту Східні Піренеї (Північна Каталонія)».
«Північна Каталонія» — це термін, який зазвичай використовується в Каталонії і використовується урядовими установами уряду Каталонії для згадки про ті частини Піренеїв, де розмовляють каталонською мовою. З іншого боку, у Східних Піренеях іноді використовується термін «Південна Каталонія» для позначення автономної спільноти Каталонія в Іспанії.
Оскільки на території Східних Піренеїв, як частини Франції, єдиною офіційною мовою є французька, каталанська мова знаходиться тут у небезпечній ситуації: нею розмовляють лише в сільській місцевості, і передача мови в сім'ях була перервана протягом тридцяти років. У 2009 році тільки 13,9 % учнів початкових або середніх шкіл департаменту навчалися каталанською мовою.